# Betta livida
Betta livida је зракоперка из реда Perciformes и фамилије Osphronemidae. 

## Распрострањење
Ареал врсте је ограничен на једну државу. Малезија је једино познато природно станиште врсте.

## Станиште
Станиште врсте су слатководна подручја.

## Угроженост
Ова врста се сматра угроженом.